# Conferència de premsa

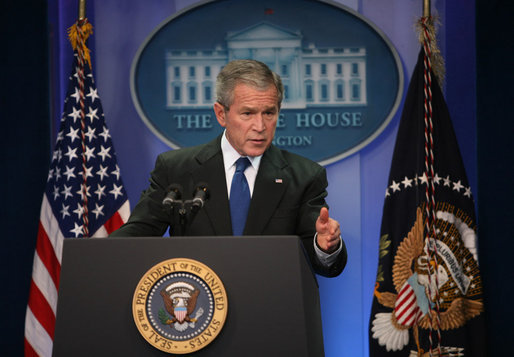
Bush en una conferència de premsa a la Casa Blanca.

Una conferència de premsa o roda de premsa (per castellanisme) és un acte informatiu convocat per un organisme o entitat al qual hi estan convidats els mitjans de comunicació perquè informin d'allò que hi passi. La majoria de les conferències de premsa estan convocades per institucions, partits polítics, sindicats i grups empresarials, que al seu torn són els que tenen més poder de convocatòria. També poden convocar-ne tots aquells grups o moviments socials que desitgin donar a conèixer a l'opinió pública algun assumpte. Se serveixen d'aquest mètode així mateix les entitats organitzatives i promotores de diferents activitats per fer arribar els seus programes a la ciutadania, i els famosos (futbolistes, cantants, actors).
Els mitjans de comunicació no van indiscriminadament a totes les convocatòries sinó que seleccionen les que consideren més interessants o importants.
Els temes que es tracten en les conferències de premsa són molt variats i depenen dels interessos dels organitzadors. Quan el periodista va a la conferència de premsa sap per endavant els temes que s'han de tractar i en moltes ocasions se'ls lliura per escrit un petit resum amb el contingut de l'acte.
La conferència de premsa no s'ha de confondre amb una conferència o xerrada.
L'inici de la pràctica de la conferència de premsa se situa als Estats Units d'Amèrica l'any 1913. El president Woodrow Wilson va celebrar amb els mitjans un total de 57 trobades entre aquest any i el 1916. Tanmateix alguns autors assenyalen que va seguir la política d'explicar el menys possible en aquestes conferències de premsa.